# Nadruvski jezik
Nadruvski jezik (ISO 639: ndf), neklasificirani izumrli baltički jezik koji se nekada govorio kod današnjeg Kalinjingrada na području današnje kalinjingradske eksklave između Poljske i Litve, i u Litvi.
Nadruvskim su govorila plemena Nadruvaca u sjevernoj Prusiji koje su pokorili teutonski vitezovi